# Spécialistes militaires de la Biélorussie

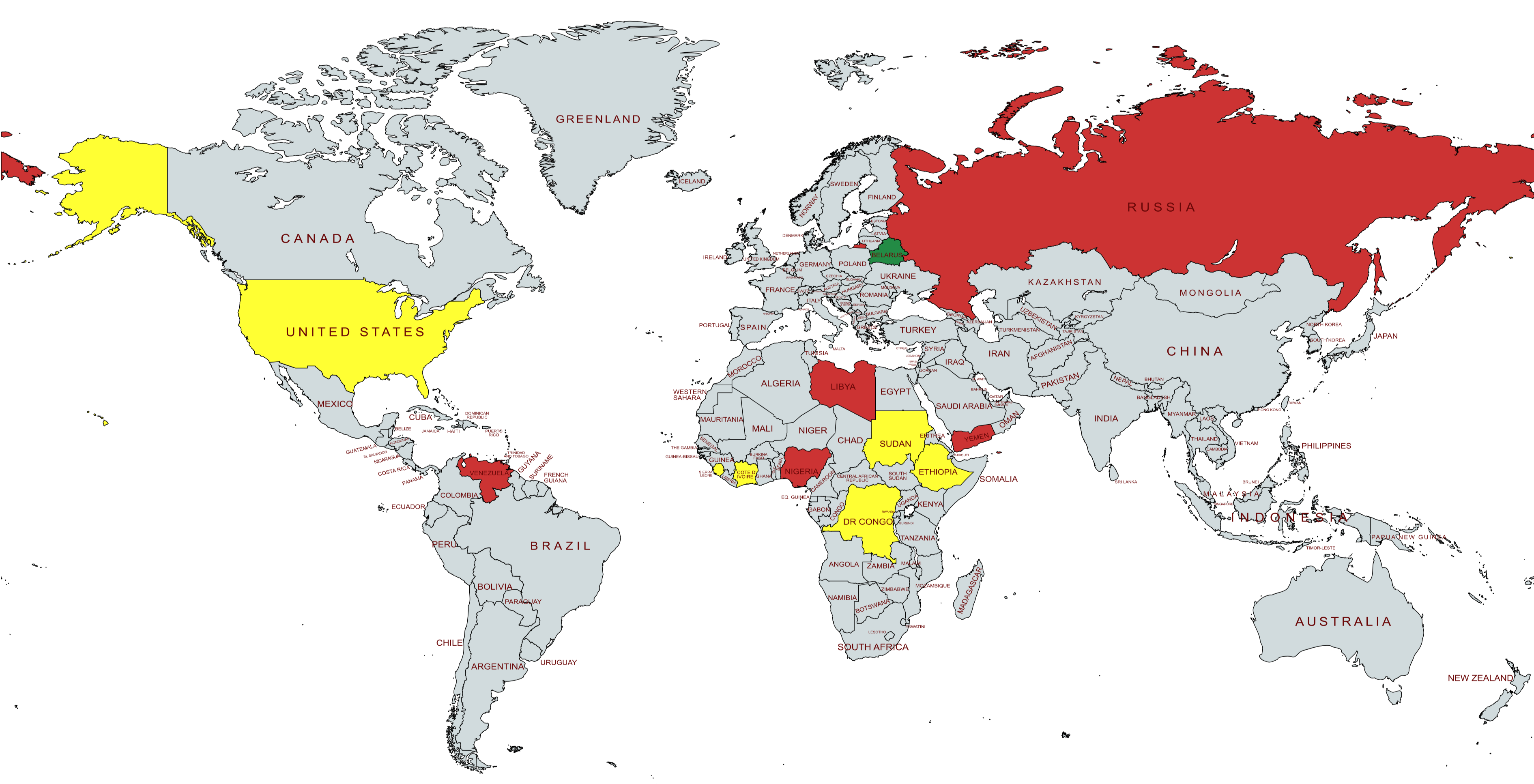
Carte de l'utilisation des services des spécialistes militaires biélorusses.
Biélorussie
confirmé par le gouvernement
nié par le gouvernement/aucune déclaration officielle

Les spécialistes militaires de la Biélorussie sont des membres actuels et anciens des forces armées biélorusses, des représentants d'organisations paramilitaires et des employés d'entreprises du complexe militaro-industriel qui aident les forces de sécurité étrangères.
L'apparition de ce phénomène au Bélarus est liée à la politique de démilitarisation de 1992—1996, au cours de laquelle de nombreux militaire ont perdu leur emploi en raison de la réduction de l'armée. Certains sont partis en raison de bas salaires. Certains sont devenus des mercenaires. Cependant, le gouvernement a rapidement eu besoin de soldats à la retraite, car les autorités craignaient d'envoyer des spécialistes en activité pour fournir des services de conseillers militaires à l'étranger.
Les mercenaires ont souvent agi avec des spécialistes de l'état ou étaient sous le patronage du gouvernement biélorusse.
Parmi les spécialités recherchées, il y avait des pilotes, des serruriers-réparateurs, des officiers d'état-major, des spécialistes des opérations spéciales, y compris des tireurs d'élite. Les biélorusses ont travaillé avec les forces du Nigeria, de la Jamahiriya libyenne (officiellement seulement avant la guerre civile de 2011), du Venezuela, du Soudan, du Yémen, de la Côte d'Ivoire et de la République Démocratique du Congo. Des mercenaires et des spécialistes de l'état ont participé à plusieurs conflits, tels que la guerre du Kivu, la guerre de Côte d'Ivoire et la guerre en Libye. Dans le domaine des services de spécialistes militaires, l'Afrique était une région clé pour le Bélarus. Cependant, à la fin des années 2010 et au début des années 2020, les israéliens, les français et les PMC russes (Groupe Wagner) ont commencé à créer une concurrence.

## Principales sources
- Siarhei Bohdan. Belarusian Military Cooperation With Developing Nations: Dangerous Yet Legal // Belarus Digest : Ostrogorsky Center project. — 5 December 2013.
- Егор Лебедок. Белорусское военное присутствие в Африке // Thinktanks.by : сайт белорусских исследований. —  7 февраля 2021.